# Gerd Höfer

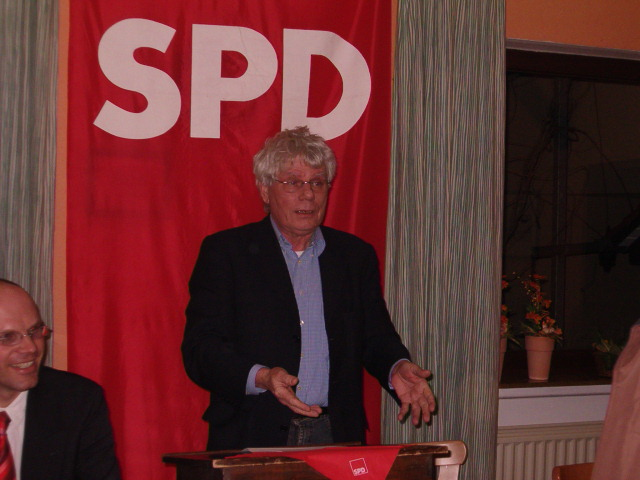
Gerd Höfer (2006)

Gerd Höfer (* 23. Februar 1943 in Aschersleben) ist ein deutscher Politiker (SPD).
Er war von 2005 bis 2009 stellvertretender Vorsitzender des Unterausschusses des Verteidigungsausschusses des Deutschen Bundestages zur Weiterentwicklung der Inneren Führung.

## Leben und Beruf
Nach dem Abitur 1964 in Gevelsberg leistete Höfer bis 1966 den Wehrdienst als Reserveoffizieranwärter ab und absolvierte anschließend ein Lehramtsstudium der Fächer Sport, Physik und Deutsch an der Justus-Liebig-Universität Gießen, welches er 1969 mit dem ersten Staatsexamen für das Lehramt an Grund-, Haupt- und Realschulen beendete. Nachdem er 1972 auch das zweite Staatsexamen abgelegt hatte, war er als Lehrer zunächst an der Volksschule in Schrecksbach und später an der Integrierten Gesamtschule Neukirchen tätig.
Von Januar 2010 bis November 2011 war Höfer Präsident des Verbandes der Reservisten der Deutschen Bundeswehr. Ihm folgte Roderich Kiesewetter. Seitdem ist Höfer Ehrenpräsident des Verbandes. Sein letzter Dienstgrad war Major der Reserve.
Seit März 2010 ist er Mitglied des Beirats für Fragen der Inneren Führung.
Außerdem ist er Vorstandsmitglied der Deutschen Atlantischen Gesellschaft. Weitere Mitgliedschaften sind GEW, DRK und AWO.
Im August 2016 wurde Höfer für sein außergewöhnliches Engagement im kommunalpolitischen Bereich das Verdienstkreuz am Bande verliehen.

## Partei
Gerd Höfer ist seit 1968 Mitglied der SPD.

## Abgeordneter
Gerd Höfer gehört seit 1973 dem Kreistag des Schwalm-Eder-Kreises an.
Von 1994 bis 2009 war er Mitglied des Deutschen Bundestages. Hier war er von 2002 bis 2005 Sprecher der Arbeitsgruppe Westeuropäische Union der SPD-Bundestagsfraktion. Er war zudem Mitglied der Parlamentarischen Versammlung des Europarates und der WEU. Seit 2005 war er stellvertretender Vorsitzender des Unterausschusses des Verteidigungsausschusses „Weiterentwicklung der Inneren Führung“. Er hat, wie 2009 bekannt wurde, einen Sitz im Präsidium des Förderkreises Deutsches Heer, was er jedoch gegenüber dem Bundestag nicht angemeldet hatte.
Gerd Höfer ist stets als direkt gewählter Abgeordneter des Wahlkreises Schwalm-Eder in den Bundestag eingezogen. Bei der Bundestagswahl 2005 erreichte er hier 50,1 % der Erststimmen. Sein Nachfolger als Abgeordneter des Wahlkreises Schwalm-Eder wurde Edgar Franke.
Im Frühjahr 2011 wurde Höfer zum Ersten Stadtrat seiner Heimatstadt Neukirchen gewählt. Er ist somit Stellvertreter des Bürgermeisters.

## Veröffentlichungen
- Europäische Armee. Vision oder Utopie? Hamburg 2008.